# Herbert Flack
Herbert Flack, född 29 juni 1913 i Penetanguishene och död 1995 i Stroud, var en kanadensisk hastighetsåkare på skridskor. Han deltog vid olympiska spelen i Lake Placid 1932 på 1 500 meter med kvalificerade sig inte till final.